# Paraeuchaeta regalis
Paraeuchaeta regalis is een eenoogkreeftjessoort uit de familie van de Euchaetidae. De wetenschappelijke naam van de soort is voor het eerst geldig gepubliceerd in 1968 door Grice & Hulsemann.